# Щедрино (Костромская область)
Щедрино — деревня в Берёзовском сельском поселении Галичского района Костромской области России.

## География
Деревня расположена на берегу реки Шача.

## История
Согласно Спискам населенных мест Российской империи в 1872 году деревня относилась к 1 стану Чухломского уезда Костромской губернии. В ней числилось 12 дворов, проживало 36 мужчин и 42 женщины.
Согласно переписи населения 1897 года в деревне проживало 75 человек (32 мужчины и 43 женщины).
Согласно Списку населенных мест Костромской губернии в 1907 году деревня относилась к Муравьищенской волости Чухломского уезда Костромской губернии. По сведениям волостного правления за 1907 год в ней числилось 17 крестьянских дворов и 110 жителей.
До муниципальной реформы 2010 года деревня входила в состав Муравьищенского сельского поселения.

## Население
По состоянию на 1 января 2014 года в деревне числилось 3 хозяйства и 3 постоянных жителя.
| 2008 | 2010 | 2012 | 2014 |
| ---- | ---- | ---- | ---- |
| 3    | ↗6   | ↘3   | →3   |